# Krasnoselets
Krasnoselets (en rus: Красноселец) és un poble de l'óblast de Volgograd, a Rússia, segons el cens del 2002 tenia 1.490 habitants.